# Raisin City
Raisin City (auparavant Raisin) est une census-designated place située dans le comté de Fresno, dans l’État de Californie, aux États-Unis. Sa population s’élevait à 380 habitants lors du recensement de 2010.

## Démographie
| 2000 | 2010 | - | - | - | - |
| ---- | ---- | - | - | - | - |
| 165  | 380  | - | - | - | - |

## Source
- (en) Cet article est partiellement ou en totalité issu de l’article de Wikipédia en anglais intitulé « Raisin City, California » (voir la liste des auteurs).